# Viburnum farreri
Viburnum farreri o bola de nieve es una especie de arbusto de la familia Adoxaceae.  Son nativos de China cultivándose en Alemania y Francia. Crece en suelos drenados en semisombra.  

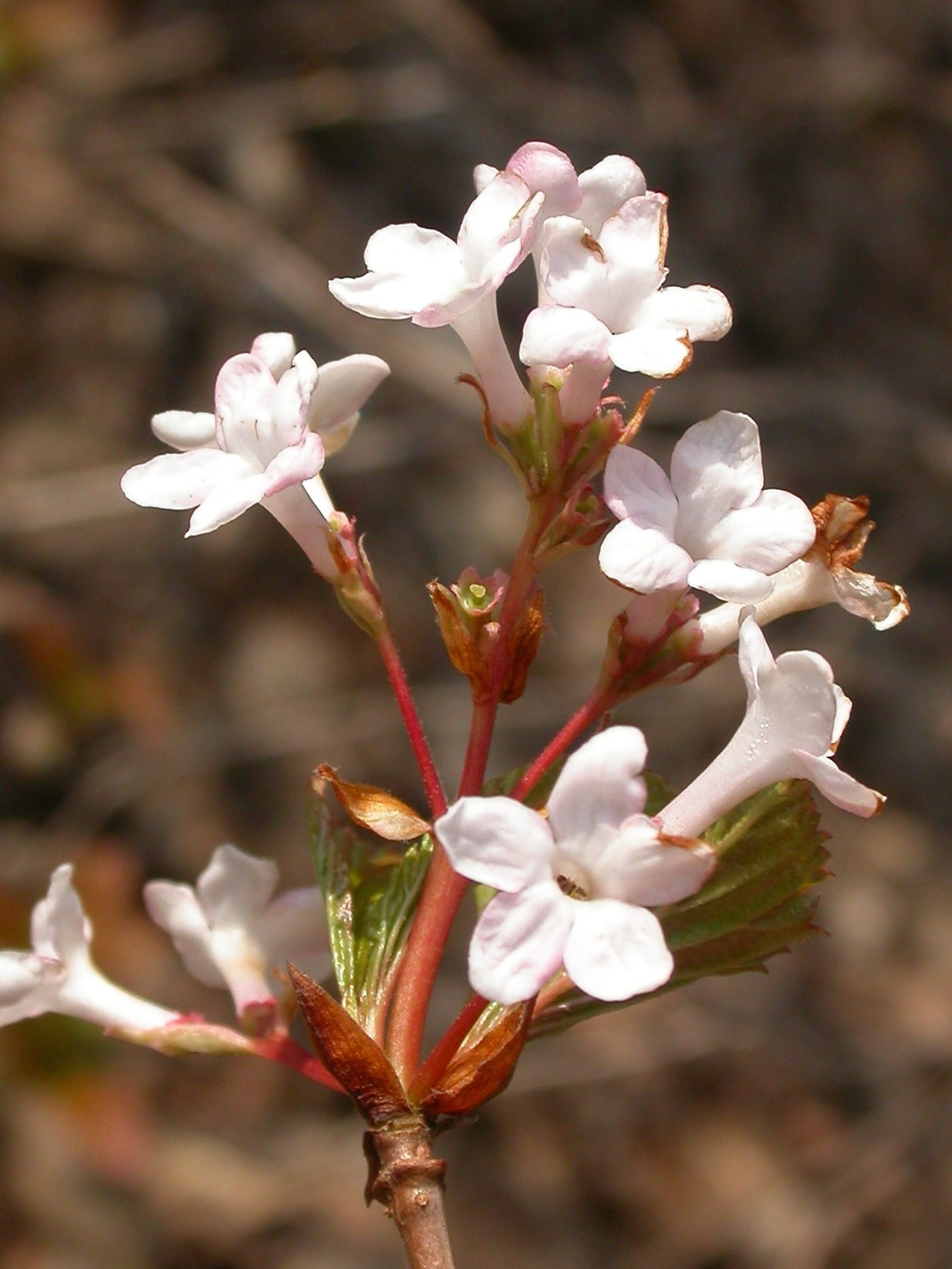
Detalle de las flores

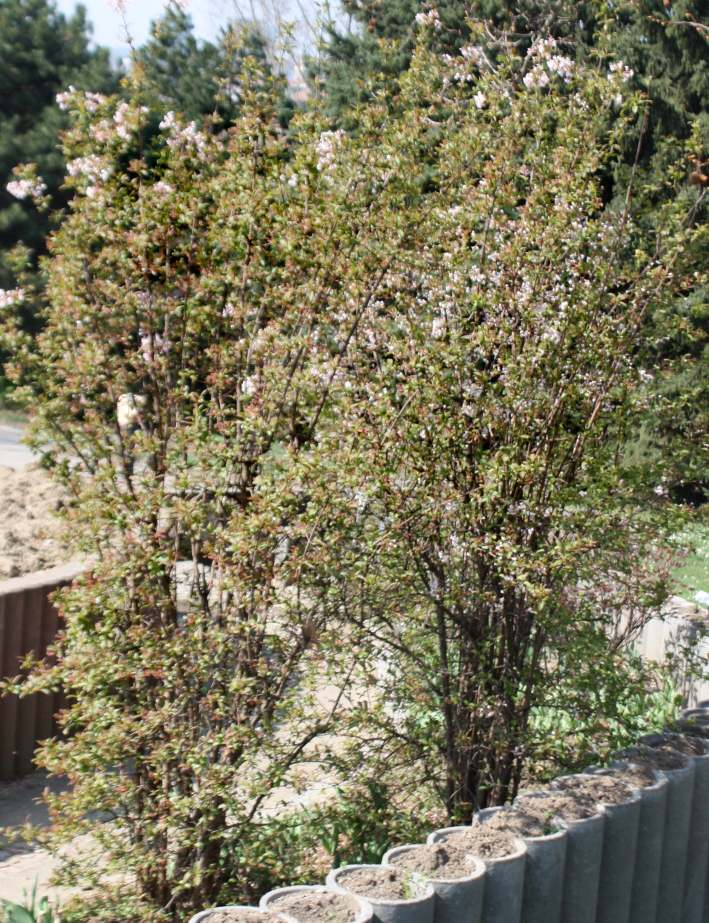
Vista de la planta

## Características
Es un arbusto de hoja caducifolia muy resistente y robusto que alcanza los 35 dm de altura y 25 de ancho. Las ramas nacen desde la base, pero se le puede dar forma de arbolito. Un arbusto favorito para el jardín del invierno. En la juventud el arbusto parece derecho y redondeado más adelante. Las hojas son obovadas a ovadas de 6 a 8 cm de longitud, agudas, serradas, de textura dura; son glabras excepto en los nervios del envés. Se convertirán en color rojo púrpura antes de su caída. Sus flores son blancas o con tintes rosados al abrirse para volverse más rosas en adelante. Dulcemente perfumadas (a partir de enero ), de 16 mm de diámetro, en cimas de 5 cm de diámetro. Estas aparecen antes que las hojas se abran . Resiste bien los fríos fuertes, hasta –12 °C pero en muchas ocasiones quedan de color marrón con este frío.  Su fruto es rojo que se torna negro en la maduración. En algunas especies la fruta empieza a ser amarilla pálido. Así como la flor resiste las bajas temperaturas, el fruto normalmente no lo soporta. 
Se deberá tener cuidado con ellos por ser tóxicos para la ingestión. 
Atraen bastante a los pájaros, por lo que se alimentan de ella.

## Cultivares más comunes
- “ Album “ con flores blancas
- “ Candidissimum “: tiene hojas verdes claras , flores de un blanco puro y frutos amarillos pálido. Florecerá en último otoño y en tiempo suave durante invierno
- “ Farrer’s Pink “: sus flores son de un color rosa puro , frutos rojos y follaje otoñal
- “ Fioretta “: una pequeña joya en otoño y primavera
- “ Nanum “: es una forma pequeña de 5 dm de altura, con hojas menudas y flores rosadas
- “ Roseum “: de color rosa y frutos rojos
- “ Stearn “: con las ramificaciones primarias erguidas

## Cuidados
Requiere ambientes con bastante humedad ambiental (por ejemplo al lado de arroyos ).  Evidentemente necesita más agua en verano que en invierno, siendo esta una estación en que casi debería pasar con muy poca agua. 
En verano: regar una vez al día. No crecerá bien en zonas secas, por lo que en veranos muy calurosos, será necesario hasta regar dos o tres veces al día, con poca agua, evitando el riego en plena noche
En primavera y otoño: regar una vez a la semana
En invierno: regar una vez al mes
No necesita pulverizaciones.
Crece bien en climas suaves, entre los 10 y los 25 °C , húmedos y sobre suelos frescos y pedregosos. Se localiza en lugares umbrosos y bordes de cursos de agua. 
Es tolerante con las heladas, si las temperaturas bajasen a 0 °C , la planta no se moriría, en todo caso se vería afectada en su parte aérea la cual volvería a brotar en primavera. De hecho alcanza a soportar los -20 °C;  de ser este el caso, sus hojas aparecerían con un aspecto rudo y de un color marrón bronceado. Forma parte del sotobosque de encinares y alcornocales suficientemente lluviosos y templados. Abrigar de los vientos fuertes y fríos. 
La poda no es necesaria salvo que queramos darle una forma determinada, por ejemplo, para realizar setos. En este caso deberá hacerse inmediatamente después de la floración. Si esta se efectúa antes de la misma, florecerá menos al año siguiente. 
La mayoría de Viburnum no padecen en exceso los ataques de enfermedades o parásitos. Si bien deberá tenerse en cuenta los ataques de los pulgones y de la araña roja, que suelen aparecer principalmente en primavera y en verano.
Las flores de los Viburnum también atraen a muchas mariposas, y los racimos de la fruta son populares entre los pájaros.
Los Viburnum que crecen en las áreas sombreadas pueden ser atacados por el moho polvoriento. 
Es muy común que aparezcan pequeñas manchas en las hojas las cuales no afectan al desarrollo de la planta. Es el llamado punto bacteriano.
Dado que tiene un crecimiento medio-alto puede ser conveniente efectuar un trasplante cada primavera.

## Suelo
Sustrato bien drenado para evitar los encharcamientos, fresco y lejos de la desecación típica del verano. 
También agradece un sustrato con abundante materia orgánica por lo que le es bueno ir añadiendo, periódicamente, mantillo o hasta estiércol bien compostado , preferiblemente en primavera. 
El pH del mismo oscila entre 5 a 7,5 por lo que se adapta bien a todos los suelos comunes. 
El V. tinus requiere un suelo un poco más alcalino ( con ph más cerca del 7,5 ) que el V. opulus.

## Multiplicación
- Esquejes de tallo joven: principalmente por esqueje que se corta en verano ( una vez concluida la floración ) y se coloca a enraizar en un sustrato rico principalmente en turba y arena o perlita ( según se elija ). Al cabo de 30 días de haber enraizado es posible trasplantarlo a su lugar definitivo de cultivo o colocarlo en maceta hasta que se decida su plantación.

- Esquejes semimaduros: en julio o agosto;  plántelos en las macetitas individuales tan pronto como comiencen a arraigar. Estos cortes es mejor mantenerlos un invernadero o un marco frío hasta el resorte siguiente antes de plantarlos fuera.

- Esquejes de madera madura: en invierno si ya han enraizado bien, plantarlos fuera en verano; si no es así, dejarlos en entorno un frío hasta entrada del invierno próximo y luego ya se puede pasar permanentemente al exterior.

- Semilla: en semilleros en otoño y en entorno frío .

La germinación puede ser lenta, puede tardar hasta 18 meses para que de resultados sean buenos. 
Si la semilla es verde cosechada (es decir, que se ha convertido completamente pero antes de que haya madurado) y sembrada inmediatamente en un marco frío, sí que germinará en primavera. 
Quitar las plántulas cuando éstas hayan crecido para pasarlos en semilleros individuales y pasarlas cuando estén un poco mayores, a un invernadero o entorno frío. Plantar afuera permanentemente a finales de primavera o a principios del verano siguiente.

## Consejos
- Es bueno prever unos 2 m de anchura para todos las especies.
- La mayoría de especies, tienen frutos tóxicos para la ingestión humana, no para la ingestión animal, sobre todo para los pájaros, quienes se alimentan de ellos.
- Preferiblemente, las especies de hoja caduca, deberían ser plantadas en la época de reposo vegetativo (entre octubre y marzo).
- Es normal que si hemos trasplantado o plantado el Viburnum cuando la floración ya ha arrancado, este arbusto muestre cierta pereza para desarrollarse. Conviene escoger los ejemplares en contenedores y efectuar el trasplante antes de esta floración. En ese caso el estrés será menor.

## Taxonomía
Viburnum farreri fue descrita por  William Thomas Stearn y publicado en Taxón 15: 22. 1966.
Etimología
Viburnum: nombre genérico del nombre clásico latino de una especie de este género, Viburnum lantana, llamada el "árbol caminante".
farreri: epíteto otorgado en honor del botánico Reginald John Farrer.
sinonimia
- Viburnum fragrans Bunge[3]